# Дискография Евы Польны
Сольная дискография Евы Польны состоит из трёх студийных альбомов, двадцати синглов и шести музыкальных видео. На сцене Польна дебютировала в 1994 году в составе рэп-группы «А-2». Стала широко известна как участница группы «Гости из будущего» c момента создания группы 1996 году и до её распада в 2009 году. С 2009 года по настоящее время выступает как сольный артист.

## Альбомы

### Студийные альбомы
| Название          | Информация                                                                                            |
| ----------------- | --- |
| «Поёт любовь»     | - Релиз: 18 мая 2014 - Лейбл: Первое музыкальное Издательство - Формат: CD • цифровая дистрибуция     |
| «Феникс»          | - Релиз: 29 декабря 2017 - Лейбл: Первое музыкальное Издательство - Формат: CD • цифровая дистрибуция |
| «Открытый космос» | - Релиз: 9 ноября 2023 - Лейбл: Первое музыкальное - Формат: CD • цифровая дистрибуция                |

### Концертные альбомы
- «Поёт любовь Live» (2015) и «Лирика» (2015) — двойной альбом
- «Лирика Live» (2020)

## Синглы

### Синглы
| Год  | Название                            | Альбом        |
| ---- | ----------------------------------- | ------------- |
| 2009 | «Парни не плачут»                   | без альбома   |
| 2010 | «Не расставаясь»                    | «Поёт любовь» |
| 2010 | «Миражи»                            | «Поёт любовь» |
| 2011 | «Корабли»                           | «Поёт любовь» |
| 2011 | «Je T’aime (Я тебя тоже нет)»       | «Поёт любовь» |
| 2012 | «Весь мир на ладони моей»           | «Поёт любовь» |
| 2013 | «Молчание»                          | «Поёт любовь» |
| 2014 | «Это не ты»                         | «Поёт любовь» |
| 2014 | «Делай любовь со мной»              | «Феникс»      |
| 2015 | «Мало»                              | «Феникс»      |
| 2016 | «Фантастика»                        | «Феникс»      |
| 2017 | «Megapolis»                         | «Феникс»      |
| 2017 | «Глубокое синее море»               | «Феникс»      |
| 2018 | «Это сильнее меня» (совм. с Burito) | без альбома   |
| 2019 | «Небыль»                            | без альбома   |
| 2019 | «Без тебя»                          | без альбома   |
| 2020 | «Снег»                              | без альбома   |
| 2020 | «Bésame Mucho»                      | без альбома   |
| 2020 | «Параплан» (совм. с Roma Kenga)     | без альбома   |
| 2020 | «Последний раз»                     | без альбома   |
| 2021 | «Невозможное»                       | без альбома   |
| 2021 | «Музыка»                            | без альбома   |
| 2022 | «ТГМЦ (Твои глаза меняют цвет)»     | без альбома   |
| 2024 | «В сторону сердца»                  | без альбома   |

### Макси-синглы
| Название            | Информация                                                                         | Примечание |
| ------------------- | ---------------------------------------------------------------------------------- | --- |
| «Три дня любви»     | - Релиз: 25 ноября 2022 - Лейбл: Первое музыкальное - Формат: Цифровая дистрибуция | \| № \| Название \| Длительность \| \| ------------------- \| ----------------------------- \| ------------ \| \| 1. \| «Три дня любви» \| 3:32 \| \| 2. \| «Bésame Mucho» (2022 Version) \| 3:14 \| \| 3. \| «Смогу ли я» (2022 Version) \| 4:20 \| \| Общая длительность: \| Общая длительность: \| 10:66 \| |
| №                   | Название                                                                           | Длительность |
| 1.                  | «Три дня любви»                                                                    | 3:32 |
| 2.                  | «Bésame Mucho» (2022 Version)                                                      | 3:14 |
| 3.                  | «Смогу ли я» (2022 Version)                                                        | 4:20 |
| Общая длительность: | Общая длительность:                                                                | 10:66 |

## Видеография
| Год  | Клип                          | Режиссёр                                          | Альбом        |
| ---- | ----------------------------- | ------------------------------------------------- | ------------- |
| 2009 | «Парни не плачут»             | Влад Опельянц                                     | без альбома   |
| 2009 | «Не расставаясь»              | Ева Польна                                        | «Поёт любовь» |
| 2010 | «Миражи»                      | Ева Польна                                        | «Поёт любовь» |
| 2011 | «Я тебя тоже нет (Je t’aime)» | Ева Польна                                        | «Поёт любовь» |
| 2012 | «Весь мир на ладони моей»     | Владилен Разгулин / Ева Польна                    | «Поёт любовь» |
| 2016 | «Мало»                        | Владилен Разгулин / Ева Польна / Александра Мания | «Феникс»      |